# Hotel Mocambo
Das Hotel Mocambo ist ein Hotel in der mit der Hafenstadt Veracruz verwachsenen Stadt Boca del Río im mexikanischen Bundesstaat Veracruz. Das Ende der 1930er bzw. Anfang der 1940er Jahre in unmittelbarer Nähe zum Golf von Mexiko errichtete Hotel war lange Zeit das erste Hotel am Strand von Veracruz. Insbesondere in den 1940er und 1950er Jahren war es Anziehungspunkt für die mexikanische Prominenz. 

## Geschichte
1938 erwarben die Investoren Jesús Álvarez und Oberst Serrano ein Grundstück in einem seinerzeit noch unwirtlichen Gebiet vor den Toren der Stadt Veracruz, in dem sich heute zahlreiche Hotels befinden. Auf dem Grundstück befindet sich ein Hügel, der bereits in unbebautem Zustand einen weiten Blick auf das Meer ermöglichte. Der zwischen dem Grundstück und dem Golf von Mexiko gelegene Strand war in der Kolonialzeit von schwarzen Sklaven nach einem afrikanischen Volksstamm „Mocambo“ genannt worden.
Für den Hotelentwurf verpflichteten die beiden Investoren den spanischen Architekten Martí, die Bauleitung wurde von den Architekten Enrique Segarra und Félix Candela übernommen. Mit seiner Eröffnung wurde das Hotel zum Treffpunkt der nationalen Prominenz, die mit Sonderflügen aus Mexiko-Stadt anreiste. Unter der musikalischen Leitung von Agustín Lara feierte die Prominenz in den 1940er und 1950er Jahren pompöse Feste und elegante Tanzveranstaltungen. 
Zu den vielbeachteten Höhepunkten jener Zeit gehörte der teilweise im Hotel und dessen unmittelbarer Umgebung gedrehte mexikanische Spielfilm María Eugenia, in dem die Schauspielerin María Félix zum einzigen Mal in ihrer Karriere in einem Badeanzug zu sehen war. Auch das Klavier, auf dem der mexikanische Komponist Agustín Lara einst bei den Feierlichkeiten im Ballsaal spielte, befindet sich noch immer in der Hotellobby.

## Sonstiges
Hotel Mocambo ist der italienische Titel des Films Step Lively von Tim Whelan aus dem Jahr 1944.